# 茹拉夫利 (瓦爾基區)
49°57′15″N 35°34′10″E / 49.95417°N 35.56944°E
茹拉夫利（烏克蘭語：Журавлі）是位於烏克蘭東部的村莊，由哈爾科夫州博霍杜希夫區的瓦爾基市鎮負責管轄。該村始建於1660年，面積4.87平方公里，海拔高度182米，2001年人口40，人口密度每平方公里8.2人。